# Бакали (Бакалинський район)
Бакали́ (рос. Бакалы, башк. Баҡалы) — село, центр Бакалинського району Башкортостану, Росія. Адміністративний центр Бакалинської сільської ради.
Населення — 9568 осіб (2010; 9514 2002).
Національний склад:
- татари — 44 %
- росіяни — 28 %

## Персоналії
У селі народилися повний кавалер Ордена Слави Зотов Віктор Никифорович (1926-1996) та Антонова Ніна Василівна(* 1935) — радянська та українська акторка кіно.